# 維多·麥克勞倫
維多·麥克勞倫（英語：Victor Andrew de Bier Everleigh McLaglen，1886年12月10日—1959年11月7日）英國演員、拳擊手，曾獲得1935年奧斯卡最佳男主角獎。他在好莱坞星光大道拥有一颗自己的星形徽章。

## 生平
由于他的父亲是一名主教，在維多·麥克勞倫还是孩子的时候，他们一家就搬到了南非。在第二次布尔战争期间，年仅14岁的麥克勞倫参加了英国军队，然而很快人们就发现了他的真实年龄。四年后，他来到了加拿大并且成为了一名成功的拳击手。1913年第一次世界大战的时候，他又参加了皇家军团。在军队中他仍然在打拳击，甚至在1918年获得了英国陆军的重量级拳击冠军。战争结束后他开始试探着进入演艺圈，他家8个兄弟中有4个后来都成了演员。20世纪20年代早期他主要出演英国默片，他的第一部电影拍摄于1920年。1924年，他收到邀请在美国西部片中出演主角，借着这个机会他来到了好莱坞。
他的戏路比较宽，既可以出演反派也可出演正面的英雄人物，1935年他凭借电影《革命叛徒》获得了奥斯卡最佳男主角奖。1952年，在玛琳·奥哈拉等人主演的电影《蓬門今始為君開》中，麦克劳伦又获得了一个奥斯卡奖提名，不过这次是奥斯卡最佳男配角奖而且没有得奖。50年代他开始出现在电视屏幕上，1958年他拍摄了自己的最后一部电影，第二年拍摄了最后一部电视片，这部电视片是由他的儿子导演的。就在这之后一个月，1959年11月7日，73岁的麥克勞倫死于心脏病。

## 演出
- 《革命叛徒》（The Informer）